# تارا پلت
تارا پـِلَـت (انگلیسی: Tara Platt؛ زادهٔ ۱۸ ژوئن ۱۹۷۸) بازیگر و صداپیشه اهل ایالات متحده آمریکا است. وی از سال ۱۹۸۷ میلادی تاکنون مشغول فعالیت بوده‌است.

## گزیدهٔ آثار

### سینما
- تماس (۲۰۱۳)

### تلویزیون
- ناروتو (۲۰۱۱–۲۰۰۷)
- روزهای زندگی ما (۲۰۰۶)
- افسون‌شده (۲۰۰۶–۲۰۰۵)

### بازی‌های ویدئویی
- نبرد سینت‌ها: سوم (۲۰۱۱)
- مورتال کامبت علیه دنیای دی‌سی (۲۰۰۸)
- سول کالیبر ۴ (۲۰۰۸)